# Metoda Bobath
Metoda Bobath (także NDT, z ang. neuro-developmental treatment) – fizjoterapeutyczna metoda rehabilitacyjna stosowana przy leczeniu u dzieci i dorosłych porażenia mózgowego, w tym porażenia połowiczego, niezależnie od etiologii. Autorami założeń metody byli: fizjoterapeutka Berta Bobath i psychiatra Karl Bobath.

## Cel i środki
Celem metody jest poprawa uczenia się motoryki dla efektywnej kontroli motorycznej, co z kolei ma wpływ na lepsze funkcjonowanie w środowisku. Cel ten osiąga się za pomocą specjalnych ćwiczeń, które mają prowadzić pacjenta do umiejętności wykonywania poszczególnych czynności, zgodnie z postępującym u niego naturalnym rozwojem ruchowym. Metoda jest multidyscyplinarna, ma być przydatna przede wszystkim w fizjoterapii, ale także w ergoterapii, jak i logopedii.
Autorka metody uważała, że istotą deficytu ruchowego po uszkodzeniu mózgu są zaburzenia odruchów postawy służących koordynacji ruchów w przestrzeni i ich kontroli w stosunku do otoczenia.

## Krytyka
Metoda była krytykowana przez specjalistów z American Academy of Cerebral Palsy and Developmental Medicine, a także brytyjskiego Association of Chartered Physiotherapists in Neurology. W 2013 opublikowano systematyczny przegląd skuteczności stosowania koncepcji Bobath u dzieci z porażeniem mózgowym. W wyniku badań zidentyfikowano nieskuteczne stosowanie koncepcji Bobath u dzieci z chorobą naczyniowo-mózgową. Meta-analiza z 2014 roku, weryfikująca skuteczność podejścia Bobath u osób po udarze, dostarczyła mieszane wyniki. W porównaniu do innych metod, NDT dawało podobne lub gorsze efekty w rehabilitacji, w zależności od tego, co było przedmiotem pomiaru (np. różne zaburzenia funkcji motorycznych, samodzielność, poczucie jakości życia, depresja). Najwięcej "mocnych" dowodów przemawiało na niekorzyść NDT, choć wskazano też na wiele dowodów o średniej jakości metodologicznej, wykazujących brak różnic pomiędzy metodami. W meta-analizie z 2018 wykazano, że Bobath daje gorsze efekty, od typowej rehabilitacji niedowładu kończyny górnej u pacjentów po udarze (jeden z częstszych deficytów). Badania dotyczyły wczesnych interwencji (w ciągu czterech tygodni po udarze). 
Ocenę rzeczywistej efektywności metody, utrudnia fakt, że koncept Bobath nie jest jasno sformułowany, znacznie zmieniał się w czasie, a w różnych krajach wykształciły się różne programy terapeutyczne. Generalnie, w krajach zachodnich metoda nie jest rekomendowana przez organizacje tworzące wytyczne postępowania w rehabilitacji zaburzeń neurologicznych – choć pomiędzy niektórymi badaczami trwa ożywiona debata.